# Pellucens subdenudata
Pellucens subdenudata är en fjärilsart som beskrevs av Rothschild 1915. Pellucens subdenudata ingår i släktet Pellucens och familjen tofsspinnare. Inga underarter finns listade i Catalogue of Life.